# The Money Drop
The Money Drop (noto anche come Money Drop) è stato un programma televisivo italiano di genere game show, basato sul format britannico The Million Pound Drop Live, trasmesso in oltre trenta paesi del mondo.
In Italia è andato in onda nella fascia preserale di Canale 5 alternandosi con Avanti un altro! dal 12 dicembre 2011 al 1º giugno 2013, con la conduzione di Gerry Scotti.
Il format è opera di Endemol ed ha debuttato nel Regno Unito sul canale Channel 4 nel 2010, su idea di David Flynn. In alcuni paesi la possibilità di giocare sul web contestualmente alla messa in onda televisiva ha generato più di quindici milioni di giocatori online.

## Edizioni
| Edizione | Periodo          | Periodo        | Conduzione   | Puntate   | Puntate      | Studio                                                         | Media Telespettatori | Media Share |
| Edizione | Inizio           | Fine           | Conduzione   | Preserale | Prima serata | Studio                                                         | Media Telespettatori | Media Share |
| -------- | ---------------- | -------------- | ------------ | --------- | ------------ | -------------------------------------------------------------- | -------------------- | ----------- |
| 1ª       | 12 dicembre 2011 | 6 maggio 2012  | Gerry Scotti | 146       | 1            | Studio 11 del Centro di produzione Mediaset di Cologno Monzese | 3 722 000            | 17,92%      |
| 2ª       | 11 marzo 2013    | 1º giugno 2013 | Gerry Scotti | 82        | -            | Studio 11 del Centro di produzione Mediaset di Cologno Monzese | 2 993 000            | 16,05%      |

## Meccanismo del gioco
Al gioco si partecipa in coppia e in palio ci sono un milione di euro in contanti.
I due concorrenti iniziano la puntata da possessori dell'intero montepremi e lo scopo del gioco è quello di evitare di perderne la maggior parte possibile rispondendo a otto domande, scegliendo prima l'argomento della domanda tra due possibilità e poi rispondere, in un minuto di tempo per ogni domanda, accordandosi tra loro sulla risposta da dare. Le prime quattro domande hanno quattro opzioni di risposta, la quinta, la sesta e la settima tre opzioni e l'ultima domanda due opzioni.
La coppia concorrente, ad ogni domanda, ha un minuto a disposizione per ragionare sulla possibile risposta e puntare l'intero montepremi rimanente, distribuendo le mazzette di banconote sulle botole corrispondenti alle risposte, mettendo più soldi per la risposta di cui è più convinta e lasciando per regolamento almeno una possibile risposta senza soldi.
Quando la risposta alla domanda viene rivelata, le botole non corrispondenti alla risposta esatta si aprono risucchiando il denaro, che viene quindi perso dai concorrenti, i quali conservano solo i soldi posizionati sulla botola della risposta esatta.
The Money Drop è, dopo Oblivious, Il malloppo e Cash Taxi, il quarto gioco televisivo italiano nel quale il montepremi è presente in contanti nello studio, suddiviso in 40 blocchetti da 25 000 € ciascuno. Questa particolarità ha imposto l'esecuzione di severi controlli di sicurezza: il pubblico viene sottoposto a uno scanner test prima di accedere alla sala ed in fondo alla botola in cui cadono le banconote si trovano due guardie di sicurezza.

## Vincite
La somma più alta vinta dai due concorrenti partecipanti è stata di 625 000 € ed è stata vinta da due fratelli gemelli di 22 anni, Laura e Federico Fioravanti, di Pienza, in provincia di Siena, durante la puntata del 23 aprile 2012. È la seconda cifra più alta mai vinta nel gioco a livello mondiale.

## Storia e ascolti
Il programma inizia il 12 dicembre 2011, con la conduzione di Gerry Scotti, per sostituire Chi vuol essere milionario?, altro quiz da lui condotto. Il programma riscuote un buon successo di ascolti tanto che questa prima edizione del programma termina domenica 6 maggio 2012. La sua ultima puntata fu vista da 2.938.000 telespettatori, con il 16% di share.
Il 24 marzo 2012 andò in onda una puntata serale con la partecipazione di Cesara Buonamici, Salvo Sottile, Michelle Hunziker e Rudy Zerbi, il montepremi vinto verrà poi donato in beneficenza a La Fabbrica del Sorriso.
La seconda edizione di The Money Drop sarebbe dovuta iniziare il 28 gennaio 2013 ma, visto il continuo successo ottenuto da Avanti un altro!, viene posticipata a lunedì 11 marzo 2013. La chiusura era inizialmente prevista per il 30 giugno, ma a causa dei bassi ascolti, che si mantengono attorno al 17% di share per poi calare progressivamente fino al 14%, viene anticipata al 1º giugno. Dal 3 al 9 giugno e dall'8 al 21 luglio 2013 vanno in onda le repliche, ma sia per i già citati ascolti poco soddisfacenti sia per via degli altri impegni lavorativi, la trasmissione non viene confermata per una terza edizione e Gerry Scotti, nella stagione successiva, decide di sostituire Paolo Bonolis ad Avanti un altro!, in onda sempre nella fascia preserale.
Dopo The Money Drop, Gerry Scotti ha iniziato a condurre un altro quiz in cui sono presenti delle botole, ovvero Caduta libera, in onda sempre su Canale 5 dal 2015, dove a cadere nelle botole sono i concorrenti invece dei soldi da essi persi.

## Concorsi
Nella seconda edizione era attivo un concorso che permetteva la vincita di buoni carburante da €100.

## Merchandising
Nel febbraio 2012, Gerry Scotti presentò il gioco in scatola di The Money Drop edito dalla Ravensburger.
Nel marzo 2013, (poco prima della partenza della seconda edizione) uscì per iOS e Android l'applicazione ufficiale di The Money Drop, uscita in seguito anche per Windows Phone.